# جان الكسان
جان الكسان (1934 - 2016) هو كاتب وروائي ومسرحي وصحافي سوري، له العديد من الأعمال السردية والكتابات الأدبية، وكُرم من قبل اتحاد الكتاب العرب في العام 1996 بمناسبة صدور كتابه الخمسين.

## نشاطه الثقافي
عمل الكسان في الصحافة، وأغنى الحركة الثقافية والساحة الأدبية في سوريا بعدد من الأعمال المتنوعة من القصة، والرواية، والمسرح، وكتب التوثيق والدراسات.
بدأ مسيرة عمله الصحافي والأدبي محررًا في مجلة الجندي عام 1955، وتابع في عدد من الصحف والمجلات ليترأس في العام 1979 قسم التحقيقات والقسم الثقافي في جريدة البعث كما عُين أمين تحرير للشؤون الثقافية فيها.
في عام 1990، شغل منصب رئيس تحرير مجلة فنون لمدة خمس سنوات، ومنصب مستشار للشؤون الثقافية في الهيئة العامة للإذاعة والتلفزيون. كان عضوًا في جمعية القصة والرواية، وعضوًا في اتحاد الصحفيين في سوريا.
توفي في 14 شباط (فبراير) 2016.

## أعماله

### في السرد
- «النهر»، 1979
- «بيدر من النجوم»، 1979
- «الجسر»، 1982
- «رحلة إلى الفضاء»، 1986
- «سعيد في حقول الأرز»، 1988
- «أوراق من تشرين»، 1988
- «زينب في ميسلون»، 1989
- «نداء الأرض» (قصة قصيرة)، 1955
- «أيام معها» (قصة طويلة)، 1961
- «نهر من الشمال» (قصة قصيرة)، 1963
- «الحدود والأسوار» (قصة قصيرة)، 1970
- «المعاناة» (قصة قصيرة)، 1972[8]
- «المزنة» (قصة قصيرة)، 1979
- «الحوت والزورق» (قصة قصيرة)، 1982
- «جدار في قرية أمامية» (قصة قصيرة)، 1987[9]
- «حصان الأحلام القديمة» (قصة قصيرة)، 1988

### في المسرح
- «قراءات على شاهدات مقبرة كفر قاسم» (مسرحيتان)، 1972
- «مسرح المعركة» (أربع مسرحيات)، 1978
- «عصافير الجليل» (مسرحية)، 1982
- «السكين في الخاصرة» (مسرحية)، 1990

### في الأدب والتاريخ
- «أعلام الكفاح في سورية»، 1963
- «ماذا حدث في تشرين»، 1974
- «مائة يوم حاسمة»، 1974
- «رديف المقاتلين»، 1974
- «أسد الفرات»، 1975
- «هوامش من حرب تشرين»، 1978
- «السينما السورية في خمسين عاماً»، 1978
- «السينما في الوطن العربي»، 1982.[10]
- «الولادة الثانية للمسرح في سورية» (دراسات)، 1983
- «القائد والمعركة»، 1983
- «المسرح القومي والمسارح الرديفة»، 1988
- «تاريخ السينما السورية»، 1988
- «ثقافة الثورة وثورة الثقافة»، 1988
- «الرحبانيون وفيروز»، 1988[11]
- «الصهيونية والسينما»، 1989
- «التشخيص والمنصة» (دراسة)، 1990[12]
- «محطات سينمائية»، 1990
- «قضايا في السينما العربية»، 1990
- «مئوية السينما 1895- 1995: قضايا عربية في السينما»، 1995
- «الرواية العربية من الكتاب إلى الشاشة»[13]